# Hamburger Abendblatt
Hamburger Abendblatt er en tysk avis, der udgives mandag-lørdag i Hamburg og omegn af Axel Springer AG. Avisen udkommer i et oplag på 250.000 og har 770.000 læsere.[kilde mangler] Politisk var avisen oprindeligt konservativ.
Flere aviser i Hamburg har gennem tiderne båret navnet Abendblatt, bl.a. Hamburger Abendblatt, der blev grundlagt i 1820. Denne avis gik imidlertid ind, og den nuværende avis blev grundlagt af Axel Springer i 1948. Oplaget var oprindeligt beskedne 60.000, men allerede efter et halvt år steg det til 170.000. Indtil 1970'erne udkom avisen om eftermiddagen, men har siden – trods navnet – været en morgenavis. En kort overgang fra 2006 til 2007 udkom avisen også om søndagen. 